# Керія
Керія (також Мугала, кит. 木尕拉镇, пін. Mùgălā Zhèn) — містечко у КНР, адміністративний центр повіту Юйтянь в префектурі Хотан.

## Географія
Керія розташовується у південній частині пустелі Такла-Макан, лежить на однойменній річці.

### Клімат
Містечко знаходиться у зоні, котра характеризується кліматом тропічних пустель. Найтепліший місяць — липень із середньою температурою 25.6 °C (78 °F). Найхолодніший місяць — січень, із середньою температурою -5 °С (23 °F).
| Клімат Керії            | Клімат Керії | Клімат Керії | Клімат Керії | Клімат Керії | Клімат Керії | Клімат Керії | Клімат Керії | Клімат Керії | Клімат Керії | Клімат Керії | Клімат Керії | Клімат Керії | Клімат Керії |
| Показник                | Січ.         | Лют.         | Бер.         | Квіт.        | Трав.        | Черв.        | Лип.         | Серп.        | Вер.         | Жовт.        | Лист.        | Груд.        | Рік          |
| Абсолютний максимум, °C | 17           | 22           | 27           | 33           | 36           | 37           | 41           | 37           | 35           | 28           | 20           | 15           | 41           |
| Середній максимум, °C   | 1            | 7            | 16           | 23           | 26           | 30           | 32           | 31           | 28           | 21           | 10           | 3            | 19           |
| Середня температура, °C | −5           | 0            | 8            | 15           | 19           | 23           | 25           | 23           | 19           | 12           | 3            | −2           | 12           |
| Середній мінімум, °C    | −11          | −6           | 1            | 8            | 12           | 16           | 18           | 16           | 11           | 3            | −3           | −8           | 5            |
| Абсолютний мінімум, °C  | −23          | −20          | −7           | 0            | 2            | 8            | 10           | 3            | 3            | −5           | −15          | −16          | −23          |
| Вологість повітря, %    | 49           | 45           | 27           | 27           | 35           | 37           | 40           | 47           | 43           | 39           | 47           | 54           | 41           |
| ----------------------- | ------------ | ------------ | ------------ | ------------ | ------------ | ------------ | ------------ | ------------ | ------------ | ------------ | ------------ | ------------ | ------------ |
| Джерело: Weatherbase    |              |              |              |              |              |              |              |              |              |              |              |              |              |